# Juvardeil
Juvardeil település Franciaországban, Maine-et-Loire megyében. Lakosainak száma 828 fő (2022. január 1.). Juvardeil Cheffes, Étriché és Les Hauts-d’Anjou községekkel határos.

## Népesség
A település népességének változása:
| Lakosok száma | 539  | 654  | 779  | 831  | 788  | 811  | 815  | 807  | 814  | 828  |
|               | 1968 | 1982 | 1990 | 2006 | 2013 | 2015 | 2017 | 2019 | 2020 | 2022 |